# Університет Мічигану

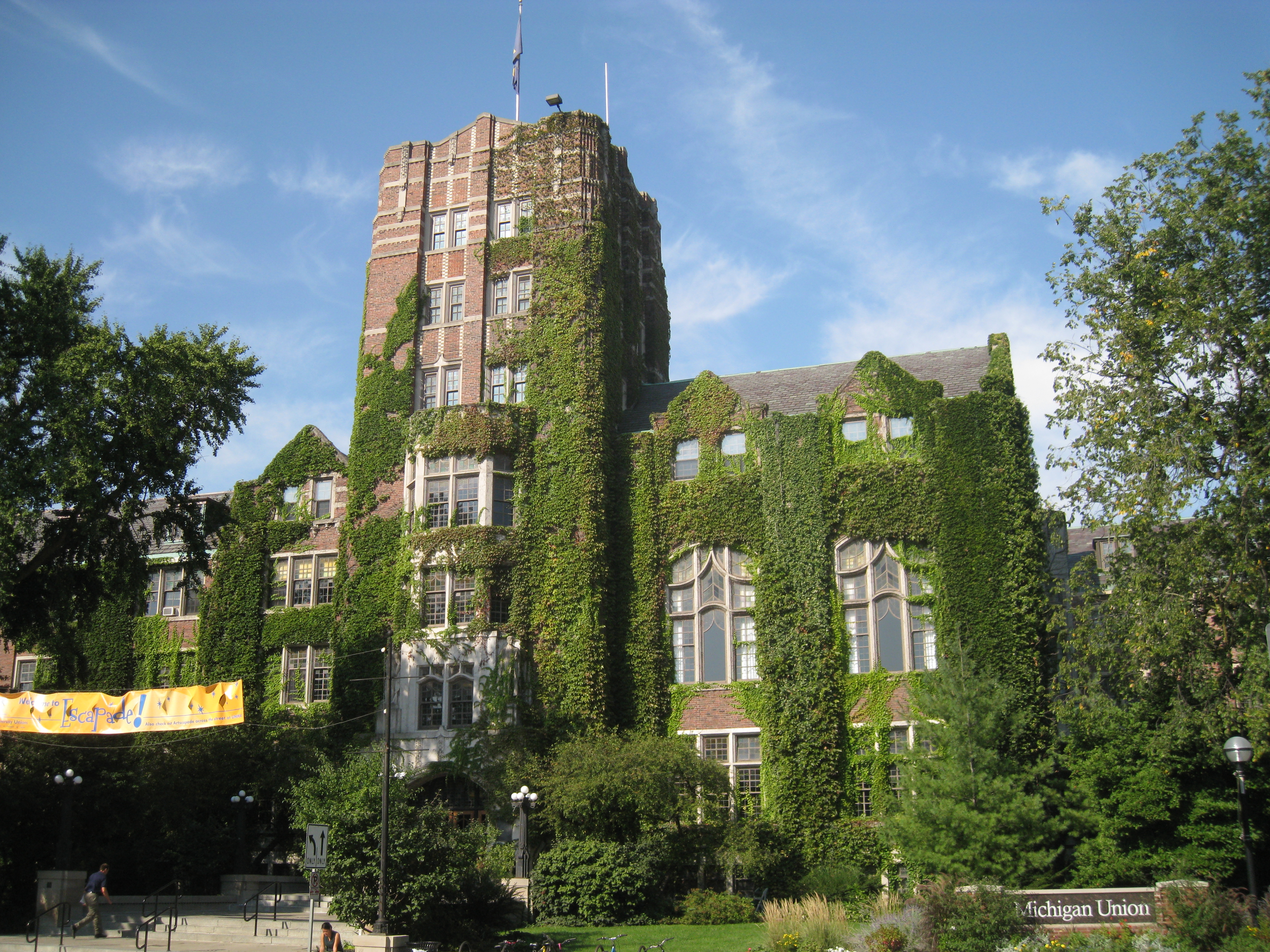
Будівля університетського студентського центру «Michigan Union»

Університе́т Мічига́ну (англ. University of Michigan; U of M) — публічний (державний) університет, розташований у місті Анн-Арбор у штаті Мічиган, США.
Університет було засновано у 1817 році в Детройті як Catholepistemiad чи Університет Мічиганії (англ. University of Michigania), за 20 років до того, як Мічиган офіційно став штатом. Після цієї події у 1837 році університет переїхав до Анн-Арбор. Територія, що він тоді займав (16 га) тепер знана як Центральний Кампус. Після переміщення до Анн-Арбор університет фізично розширився та став займати 584 головних будівлі з загальною площею 2.38 км² та змінив програму з суворо класичного навчального плану на включаючий в себе наукову роботу та дослідження. Університет був місцем студентського руху у 1960х. Коли кандидат у президенти Джон Кеннеді відвідав Університет 14 жовтня 1960 року, він провів імпровізовану промову на сходах до Michigan Union, що була закликом до створення рухом студентів Університету Мічигану Корпусу миру. Університет також був координатором у дискусіях щодо зворотної дискримінації при прийомі до вищих навчальних закладів.
Університет є найстарішим у штаті та має два додаткових кампуси, розташовані в Дірборні і Флінті. Університет Мічигану відомий своїм якісним навчанням та входить до складу восьми «публічних плющів» (англ. Public Ivies). Університет має понад 460.000 живих випускників — одне із найбільших кількостей випускників з одного університету у світі. Університет Мічигану вважається одним із найкращих наукових та навчальних центрів США.

## Структура університету
До складу університету входять три коледжу і 16 шкіл:
- Коледж літератури, науки і мистецтва (1841)
- Медична школа (1850)
- Коледж інженерної справи (1854)
- Школа права (1859)
- Стоматологічна школа (1875)
- Фармацевтична школа (1876)
- Школа музики, театру і танцю (1880)
- Школа сестринської справи (1893)
- Архітектурний та містобудівний коледж імені Альфреда Таубмана (1906)
- Вища школа імені Горація Рекхема (1912)
- Школа публічної політики імені Джеральда Р. Форда (1914)
- Педагогічна школа (1921)
- Бізнес-школа імені Стівена Росса (1924)
- Школа природних ресурсів і навколишнього середовища (1927)
- Школа громадського здоров'я (1941)
- Школа соціальної роботи (1951)
- Школа інформатики (1969)
- Школа мистецтва і дизайну (1974)
- Школа кінезіології (1984)

## Відомі випускники та люди
Окрім президента США Джеральда Форда університет мав 26 стипендіатів Родса, велику кількість стипендіатів Маршала, сім Нобелівських лауреатів, 116 Олімпійських медалістів, 17 переможців нагород фонду МакАртурів, 18 лауреатів Пулітцерівської премії, 40 Сенаторів США, понад 200 представників Палати представників США. З кінця 1990-х університет лідирує у кількості стипендій Фулбрайта.
Серед Нобелівських лауреатів:
- Стенлі Коен, фізіологія і медицина
- Джером Карлі, хімія
- Маршалл Воррен Ніренберг, фізіологія і медицина
- Девід Політцер, фізика
- Річард Смолі, хімія
- Семюел Тінг, фізика
- Томас Гакл Веллер, фізіологія і медицина

Інші відомі випускники:
- Самуель Харріс, дитячий стоматолог українського походження.
- Шуламіт Кацнельсон (1919—1999) — новаторка ізраїльської педагогіки, Лауреат Державної премії Ізраїлю.
- Маршалл Розенберг (1934—2015), психолог, медіатор, письменник і викладач

### Викладачі
- Левіна Єлизавета Йосипівна (нар. 1974) — американська фахівчиня в галузі математики і статистики.
- Гомер Гойт (1895—1984) — американський економіст, який спеціалізувався на оцінці нерухомості, автор секторної моделі (моделі Гойта).